# France aux Jeux olympiques d'hiver de 1928
Cet article contient des informations sur la participation et les résultats de la France aux Jeux olympiques d'hiver de 1928 à Saint-Moritz en Suisse.
L'équipe de France olympique a remporté une seule médaille (en or) lors de ces Jeux olympiques d'hiver de 1928. Elle se situe à la 5e place des nations au tableau des médailles.

## Bilan général
| Place | Sport               | Médaille d'or, Jeux olympiques | Médaille d'argent, Jeux olympiques | Médaille de bronze, Jeux olympiques | Total |
| ----- | ------------------- | ------------------------------ | ---------------------------------- | ----------------------------------- | ----- |
| 1     | Patinage artistique | 1                              | 0                                  | 0                                   | 1     |
| Total | Total               | 1                              | 0                                  | 0                                   | 1     |

## Liste des médaillés français

### Médailles d'or
| Sport               | Discipline | Sportifs                  | Performance |
| Médailles d'or : 1  |            |                           |             |
| Patinage artistique | Couples    | Andrée Joly Pierre Brunet |             |

### Médailles d'argent
| Sport                  | Discipline | Sportifs | Performance |
| Médailles d'argent : 0 |            |          |             |

### Médailles de bronze
| Sport                   | Discipline | Sportifs | Performance |
| Médailles de bronze : 0 |            |          |             |